# 中洲ヨースケ
中洲 ヨースケ（なかす ヨースケ、1983年3月7日 - ）は、日本のプロレスラー。本名：日高 洋輔（ひだか ようすけ）。

## 経歴
高校2年生の時にクラスメイト2人との会話中「みんなでなんかしようや」という話題からプロレスが好きだったので「じゃあプロレス業界に関する仕事をする」と発言していた。複数のプロレス団体に電話をした後にレッスル夢ファクトリーの入門テストを受けて合格したが親から高校を卒業するように言われて九州を離れられなかった。レッスル夢ファクトリーの九州支部的な扱いをされていたプロレスリング華☆激を紹介されて入門し、初めてアステカと出会った時に「うお〜、伝説の神獣だ〜」と思い、すごいオーラを感じた。腰痛のため、フェードアウトしかけたがレフェリーとしてプロレスリング華☆激に残る。
2003年12月7日、プロレスリング華☆激ワンダーシティイベントホール大会で日高洋輔として対KAZE戦でデビュー。
2008年5月4日、プロレスリング華☆激さざんぴあ博多多目的ホール大会を最後に失踪。6月22日、プロレスリング華☆激公式ブログで退団が発表された。7月6日、九州プロレス西鉄ホール大会にリングネームを中洲ヨースケに改名して参戦。

## 得意技
出合い橋スーサイド
セントーンアトミコと同型。
フライングモンキー
ダイビングダブルニードロップと同型。
猿回し
スリングブレイドと同型。
チャンギート
コブラクラッチクロスフェイスと同型。

## 入場曲
- MONKEY MAGIC（ゴダイゴ）